# Lista chorążych reprezentacji Eswatini na igrzyskach olimpijskich
Lista chorążych reprezentacji Eswatini na igrzyskach olimpijskich – lista zawodników i zawodniczek reprezentacji Eswatini, którzy podczas ceremonii otwarcia nowożytnych igrzysk olimpijskich nieśli flagę Eswatini.

## Chronologiczna lista chorążych
| Lp. | Rok i miejsce     | Chorąży             | Dyscyplina            |
| --- | ----------------- | ------------------- | --------------------- |
| 1   | 1972, Monachium   | Richard Mabuza      | Lekkoatletyka         |
| 2   | 1984, Los Angeles | Lenford Dlamine     | –                     |
| 3   | 1988, Seul        | b.d.                | b.d.                  |
| 4   | 1992, Albertville | Keith Fraser        | Narciarstwo alpejskie |
| 5   | 1992, Barcelona   | b.d.                | b.d                   |
| 6   | 1996, Atlanta     | Daniel Sibandze     | Lekkoatletyka         |
| 7   | 2000, Sydney      | Musa Simelane       | Boks                  |
| 8   | 2004, Ateny       | Gcinile Moyane      | Lekkoatletyka         |
| 9   | 2008, Pekin       | Temalangeni Dlamini | Lekkoatletyka         |
| 10  | 2012, Londyn      | Luke Hall           | pływanie              |
| 11  | 2016, Rio         | Sibusiso Matsenjwa  | Lekkoatletyka         |
| 12  | 2020, Tokio       | Robyn Young         | pływanie              |
| 12  | 2020, Tokio       | Thabiso Dlamini     | Boks                  |